# Manja Kowalski
Manja Kowalski (* 25. Januar 1976 in Potsdam, DDR) ist eine ehemalige deutsche Ruderin, die 2000 Olympiasiegerin wurde.
Die Ruderin von der Potsdamer Ruder-Gesellschaft war 1993 Juniorenweltmeisterin im Doppelvierer, nachdem sie bereits 1992 Zweite im Doppelzweier geworden war; 1994 belegte sie mit dem Doppelvierer den zweiten Platz. Manja Kowalski brauchte dann einige Jahre, bevor sie sich in der Erwachsenenklasse durchsetzte. 1999 gewann sie zusammen mit Kathrin Boron die Deutsche Meisterschaft im Doppelzweier. Bei der Weltmeisterschaft saß dann allerdings Jana Thieme mit Kathrin Boron im Doppelzweier, während Manja Kowalski nur als Ersatzruderin nominiert war. 2000 gewann Manja Kowalski den Meistertitel im Doppelvierer und qualifizierte sich für die Olympischen Spiele. Dort gewann sie zusammen mit Meike Evers, Manuela Lutze und ihrer Zwillingsschwester Kerstin Kowalski Gold mit zwei Sekunden Vorsprung auf die Britinnen, die ihrerseits eine Hundertstelsekunde vor den Russinnen lagen. 2001 gewann Manja Kowalski ihren zweiten Meistertitel im Doppelvierer und bei der Weltmeisterschaft auf dem Rotsee bei Luzern siegte sie zusammen mit Marita Scholz, Peggy Waleska und Manuela Lutze. 2002 beendete der Schützling von Trainerin Jutta Lau seine Karriere.